# 偽造文書
偽造文書（英語：Forgery）是指故意制造假的文件或刪改文件以達致誤導他人的目的或滥用他人名义的行为，通常會因而得到利益（但并不以此为构成要件）。未經文件的擁有人授權而複製文件並不是偽造文書，但若之後以有關的複製文件來誤導他人就算是偽造文書。

## 大學的文憑防偽機制
偽造文憑和學歷證書是一種常見的偽造文書行為，以往通常是靠人事單位主動向校方求證，或倚靠駐外單位的文憑認證機制，但若是海外大學文憑則難免出現求證錯誤、語言障礙或手續繁雜等困難的情形。
近年，由於網際網路科技發展，部分大洋洲地區的大學的官方網站開始設立畢業生搜尋引擎（Graduate Search），可供核對畢業生姓名和學位。只要有畢業年份和學位名稱，就能搜尋到當年度的畢業生名冊，進而確認文憑的真偽。例如：澳大利亚國立大學和奧克蘭大學皆有設立相關網站頁面。
此外，澳大利亚國立大學在2010年更正式啟用先進的線上證書系統。畢業生可以自由選擇是否公開線上證書，或自行設定在一定的時間之內只公開給特定的人（雇主）能在線上查看。這套系統在未來將可讓偽造的文憑無所遁形而成為廢紙（偽造者無法提供大學官方網站上的電子證書供人查閱）。然而，目前世界上擁有此先進系統的大學尚不多。
中国大陆目前使用学信网和留学生学历认证两个机制防止伪造文凭。对于在中国大陆的大学就读的大学生，其文凭和学籍可以在学信网上查到。而对于持有海外文凭的人士，可以在中国政府或其驻外领事机构认可的学历认证机构进行认证，可以取得认证证明作为其文凭的公证。另外需要注意的是，野鸡大学的文凭在学信网是无法查询的，海外野鸡大学的文凭也无法获得认证。

## 具體规定

### 中华民国
《中華民國刑法》第十五章（第210条至220条）规定了若干伪造文书和印文的行为。
| 条款    | 罪名                                                                               |
| ------- | ---------------------------------------------------------------------------------- |
| 第210条 | 偽造、變造私文書                                                                   |
| 第211条 | 偽造、變造公文書                                                                   |
| 第212条 | 偽造、變造護照、旅券、免許證、特許證及關於品行、能力、服務或其他相類之證書、介紹書 |
| 第213条 | 公務員明知為不實之事項，而登載於職務上所掌之公文書                                 |
| 第214条 | 明知為不實之事項，而使公務員登載於職務上所掌之公文書                               |
| 第215条 | 從事業務之人，明知為不實之事項，而登載於其業務上作成之文書                         |
| 第217条 | 偽造印章、印文或署押                                                               |
| 第218条 | 偽造公印或公印文                                                                   |

### 中华人民共和国
《中华人民共和国刑法》对不同文件的伪造行为有不同的规定。
| 条款    | 罪名 |
| ------- | --- |
| 第170条 | 伪造货币罪 |
| 第174条 | 伪造、变造、转让金融机构经营许可证罪                                                                           |
| 第177条 | 伪造、变造金融票证罪                                                                                           |
| 第178条 | 伪造、变造国家有价证券罪； 伪造、变造股票、公司、企业债券罪                                                    |
| 第206条 | 伪造、出售伪造的增值税专用发票罪                                                                               |
| 第209条 | 非法制造、出售非法制造的用于骗取出口退税、抵扣税款发票罪                                                       |
| 第215条 | 非法制造、销售非法制造的注册商标标识罪                                                                         |
| 第227条 | 伪造、倒卖伪造的有价票证罪                                                                                     |
| 第280条 | 伪造、变造、买卖国家机关公文、证件、印章罪； 伪造公司、企业、事业单位、人民团体印章罪； 伪造、变造居民身份证罪 |
| 第320条 | 提供伪造、变造的出入境证件罪；                                                                                 |
| 第375条 | 伪造、变造、买卖武装部队公文、证件、印章罪； 非法生产、买卖军用标志罪                                          |